# أرتيم نوفيكوف
أرتيم نوفيكوف هو محاسب وسياسي قيرغيزستاني، ولد في 13 يناير 1987 في بيشكك في قيرغيزستان.